# Daniel Tagoe
Daniel Nii Armah Tagoe (ur. 3 marca 1987 w Akrze) – kirgiski piłkarz pochodzenia ghańskiego występujący na pozycji pomocnika.

## Kariera klubowa
Tagoe rozpoczynał karierę w 2004 w ghańskim zespole Berekum Arsenal FC. W 2006 przeszedł do rosyjskiego klubu KAMAZ Moskwa, grającego na szczeblu amatorskim. Spędził tam dwa sezony, a w 2008 odszedł do kirgiskiego Dordoju-Dinamo Naryn. W 2010 klub ten zmienił nazwę na Dordoj Biszkek. Tagoe zdobył z nim pięć razy mistrzostwo Kirgistanu (2008, 2009, 2011, 2012, 2014), cztery razy Puchar Kirgistanu (2008, 2010, 2012, 2014) oraz cztery razy Superpuchar Kirgistanu (2011, 2012, 2013, 2014).
W 2016 odszedł do bahrajńskiego zespołu Al Hala SC, po roku wrócił jednak do Dordoju, a w 2018 wywalczył z nim kolejne mistrzostwo oraz puchar kraju. W 2019 był zawodnikiem bangladeskiego Chittagong Abahani, w 2020 grał w Shan United z Mjanmy oraz w kirgiskim Ałaju Osz. W 2021 reprezentował z kolei barwy tadżyckiego FK Duszanbe-83.

## Kariera reprezentacyjna
W reprezentacji Kirgistanu Tagoe zadebiutował 12 maja 2014 roku w przegranym 0:1 towarzyskim meczu z Afganistanem.